# يوكيو أراي
يوكيو أراي (باليابانية: 荒井幸雄؛ بالكانا: あらい ゆきお) هو لاعب كرة قاعدة ياباني، ولد في 13 أكتوبر 1964 في كانازاوا-كو في اليابان.

## وصلات خارجية
- يوكيو أراي على موقع الدوري الياباني لكرة القاعدة (الإنجليزية)
- يوكيو أراي على موقعبيزبول رفرنس.كوم (الدوري الثانوي) (الإنجليزية)
- يوكيو أراي على موقع أوليمبيديا (الإنجليزية)